# Biblioteca Digital Mexicana
La Biblioteca Digital Mexicana, BDMx, es una biblioteca digital nacional que nació el 23 de noviembre de 2010 por decisión de cuatro importantes instituciones culturales mexicanas ligadas a la historia y a la cultura: el Consejo Nacional para la Cultura y las Artes, el Archivo General de la Nación (AGN), la Biblioteca Nacional de Antropología e Historia (INAH) y el Centro de Estudios de Historia de México CEHM- Carso. Hoy en día muchos archivos y bibliotecas están digitalizando sus fondos y abriendo páginas de internet donde muestran una selección. La novedad de esta iniciativa es que es multi-institucional, y un proyecto sencillo y amigable enfocado exclusivamente en ofrecer al público documentos muy valiosos y poco conocidos, completos, con capacidad de ampliación y acompañados de introducciones útiles e historiográficamente serias.

## Historia
La BDMx nació a partir de la colaboración de las citadas instituciones fundadoras con la Biblioteca Digital Mundial (WDL, por sus siglas en inglés), proyecto con el cual la BDMx realizó proyectos conjuntos, en particular la creación de una colección digital de códices mexicanos en México y en el mundo. Este proyecto nace a partir de la Biblioteca Digital Mundial, iniciativa de la Biblioteca del Congreso de los Estados Unidos, traducida a ocho idiomas y que abarca gran parte de la cultura de los diversos continentes. Se busca que a través de las herramientas digitales se dispongan de nuevas y poderosas bases de datos que faciliten el acceso y la difusión de los grandes fondos documentales del patrimonio bibliográfico de México. El resultado del esfuerzo de estas instituciones fue la creación de una biblioteca digital multi-institucional mexicana; a esta tarea se han sumado la Biblioteca Cervantina del Instituto Tecnológico y de Estudios Superiores de Monterrey (ITESM) y la Biblioteca José María Lafragua de la Benemérita Universidad Autónoma de Puebla (BUAP). En 2015 la Biblioteca Digital Mexicana se convirtió  en una Asociación Civil y se beneficia de una donación de la Secretaría de Cultura.

### Material disponible para consulta
La Biblioteca Digital Mexicana publica documentos históricos mexicanos valiosos y significativos, poco conocidos y de difícil acceso, en forma integral y con cada imagen ampliable, para una mejor consulta y aprecio, y con introducciones historiográficas para ponerlos en valor. Están organizados por período, tema y tipo de documento. Su acervo abarca del año 500 a 1949 y, entre otros importantes documentos, están disponibles en línea: Códice Colombino, Catequismo Testeriano, Códices del Marquesado del Valle, Códice Totomixtlahuac, Códices de Huexotzingo, Códices de Huamantla, El libro náhuatl Huey tlamahuizoltica (1649), documento clave para la historia guadalupana, Mapas indígenas novohispanos, Borrador de la Constitución de 1824, y el Plan de Ayala. En el marco del 150 aniversario de la batalla del 5 de mayo en Puebla, la BDMx puso a disposición de los internautas siete valiosos documentos de seis bibliotecas y archivos socios:
1. El AGN contribuyó con un plano del ataque francés a la ciudad de Puebla y sus alrededores, hecho por las mismas fuerzas francesas. Señala los principales puntos donde se ubicaron los frentes de batalla.
2. La Biblioteca Francisco Xavier Clavigero de la Universidad Iberoamericana (UIA) aportó la edición original de la descripción de la batalla del 5 de mayo de 1862 por el abate francés Jean Efrem de Lanusse, Les vaincus du cinq mai (Los vencidos del 5 de mayo, Francia, 1867). Se trata de un libro de gran formato, ricamente encuadernado; Lanusse (1818-1905) fue el capellán del ejército francés en la invasión a México.
3. El CEHM-Carso participó con un Plano de la batalla del 5 de mayo , bilingüe (México, 1862). Con textos en español en el lado izquierdo, traducidos al francés en el lado derecho, fue encargado por el gobierno de Benito Juárez poco después de la batalla.
4. La Biblioteca de México José Vasconcelos agregó la Biografía del General de División C. Ignacio Zaragoza, la cual va acompañada de los decretos que se expidieron a consecuencia de su muerte, de los discursos de Iglesias y Zarco, y de poesía de Guillermo Prieto (México, 1862).
5. La Biblioteca Nacional de Antropología, INAH: Las Glorias Nacionales. Álbum de la Guerra . Se trata de 11 folios publicados por entregas, los nueve primeros en 1862 y 1863, los dos últimos en 1868. Cada uno contiene una litografía del gran caricaturista Constantino Escalante, que representa —con maestría, amor por el detalle y humanismo— aspectos de las batallas de la guerra contra la intervención francesa. Las litografías son acompañadas de descripciones literarias hechas por escritores de la época; las de 1868 son de Ignacio Manuel Altamirano y Guillermo Prieto y dos caricaturas de Constantino Escalante (1836-1868), aparecidas en el periódico satírico La Orquesta .
6. La Biblioteca Cervantina del  Instituto Tecnológico y de Estudios Superiores de Monterrey (ITESM): Justo Sierra, Enrique de Olavarría y Esteban González, Loa patriótica en un acto y en verso, originales de los señores … con música del maestro D. Manuel Crescj. Representada … en el Teatro de Iturbide la noche del séptimo aniversario del 5 de mayo de 1862  (México, 1869), obra de teatro conmemorativa del 5 de mayo, representada en 1869 en la Ciudad de México.[2]

## Instituciones que colaboran
Las instituciones que colaboran con la Biblioteca Digital Mexicana son:
- Archivo General de la Nación
- Instituto Nacional de Antropología e Historia
- Archivo Histórico del Estado de Tlaxcala
- Benemérita Universidad Autónoma de Puebla
- Benson Latin American Collection
- La Biblioteca de México José Vasconcelos
- Biblioteca Palafoxiana
- Biblioteca Russell
- Centro de Estudios de Historia de México
- Mapoteca Manuel Orozco y Berra
- Patrimonio Cultural del Tecnológico de Monterrey
- Real Biblioteca
- Universidad de las Américas Puebla
- Universidad Iberoamericana[3]

## Tipo de licencia
El acceso a los archivos de la biblioteca es gratuito y se puede consultar desde cualquier parte del mundo.